# Константинов Лодзки
Константинов Лодзки или Константѝнув Лу̀дзки (на полски: Konstantynów Łódzki) е град в Централна Полша, Лодзко войводство, Пабянишки окръг. Административно е обособен в самостоятелна градска община с площ 27,25 км2.